# Kawkab Marrakesch
Der Kawkab Athlétique Club de Marrakech, oder abgekürzt KACM (arabisch نادي الكوكب المراكشي, DMG Nādī l-Kaukab al-Marrākušī), ist ein marokkanischer Fußballverein aus Marrakesch.
Der 1947 gegründete Verein gewann zweimal den marokkanischen Meistertitel und sechsmal den marokkanischen Pokal bei acht Finalteilnahmen. 1996 gelang der größte Erfolg, als der von der Confédération africaine de football ausgetragene CAF-Cup gewonnen wurde.
Am Ende der Saison 2021/22 stieg Kawkab erstmals in der Vereinsgeschichte in das drittklassige Championnat du Maroc de Football Amateurs1 ab.

## Erfolge
- Marokkanischer Meister: 1958, 1992
- Marokkanischer Vizemeister: 1957, 1963, 1987, 1988, 1998, 1999
- Marokkanischer Zweitligameister: 2012
- Marokkanischer Pokalsieger: 1963, 1964, 1965, 1987, 1991, 1993
- Marokkanischer Pokalfinalist: 1962, 1997
- CAF-Cup: 1996

## Bekannte Spieler
Ahmed Bahja, Taher Lakhlej, Adil Ramzi, Youssef Mariana, Krimo, Moulay Lhssen, Elkhaldi, Elmensouri, Elchawi, Lchheb, Chakib Benzoukane, Hicham Dmiai.

## Andere Sportarten
Die Handballmannschaft spielt in der ersten Liga und hatte ihre Blütezeit in den Neunzigern. In diesem Jahrzehnt gewann man elf Titel.
- Marokkanische Meisterschaft
  - Meister: 1992, 1993, 1994, 1996, 1997
  - Vizemeister: 2008
- Marokkanischer Pokal
  - Sieger: 1990, 1991, 1992, 1993, 1994
- Afrikanischer Pokal der Pokalsieger
  - Sieger 1996

Bekannte Spieler
- Mohammed Berrajaâ